# Piophilosoma palpatum
Piophilosoma palpatum är en tvåvingeart som beskrevs av Friedrich Georg Hendel 1917. Piophilosoma palpatum ingår i släktet Piophilosoma och familjen ostflugor. Inga underarter finns listade i Catalogue of Life.